# Агуэро Роча, Фернандо Бернабе
Фернандо Бернабе Агуэро Роча (исп. Fernando Bernabé Agüero Rocha; 11 июня 1920, Манагуа, Никарагуа — 28 сентября 2011, там же) — никарагуанский политический деятель, член национальной правительственной хунты Никарагуа (1972—1973).

## Биография
Занимался медицинской деятельностью. В 1960-е гг. стал лидером Консервативно-республиканской партии.
- В 1967 г. выступил единым кандидатом от национальной коалиции Unión Opositora на пост президента страны. 22 января 1967 года, будучи чрезвычайно популярным кандидатом в президенты, поддерживаемым коалицией оппозиционных партий, созвал массовую уличную демонстрацию. Однако, надев бронежилет, спрятался в отеле, когда Национальная гвардия расстреляла сотни демонстрантов на переполненном авеню Рузвельта в Манагуа, а позже подвергла пыткам сотни тогда же арестованных[1]. После этого был вынужден скрываться.
- 1972—1973 гг. — в составе национальной правительственной хунты. Как один из тех, кто принял решение о возможности переизбрания на пост главы государства Анастасио Сомосы, стал считаться среди своих однопартийцев предателем.
- 1979 г. — после победы сандинистской революции — в эмиграции в Майами, его имущество в Никарагуа было конфисковано. Был активным сторонником движения «Контрас», как участник делегации «Контрас» участвовал в переговорах в Сапоа (1988).

Основал Консервативную социальную партию, в 1990 году ему было возвращено его ранчо.